# Willy Dietrich
Willy Dietrich (* 16. Februar 1886 in Friesack; † 30. Januar 1955 in Halle (Saale)) war ein deutscher Schauspieler und Theaterintendant.

## Leben
Willy Dietrich wurde 1886 als Sohn eines Kaufmanns geboren. Er studierte Geschichte und Literatur in Berlin. Nach dem Besuch der Bühnenschule des Schillertheaters in Berlin war er am Stadttheater in Meißen engagiert. Verschiedene Stationen führten ihn 1912 zum Königlichen Hoftheater in Dresden, bevor er nach Ausbruch des Ersten Weltkrieges im Jahre 1914 Soldat wurde. 

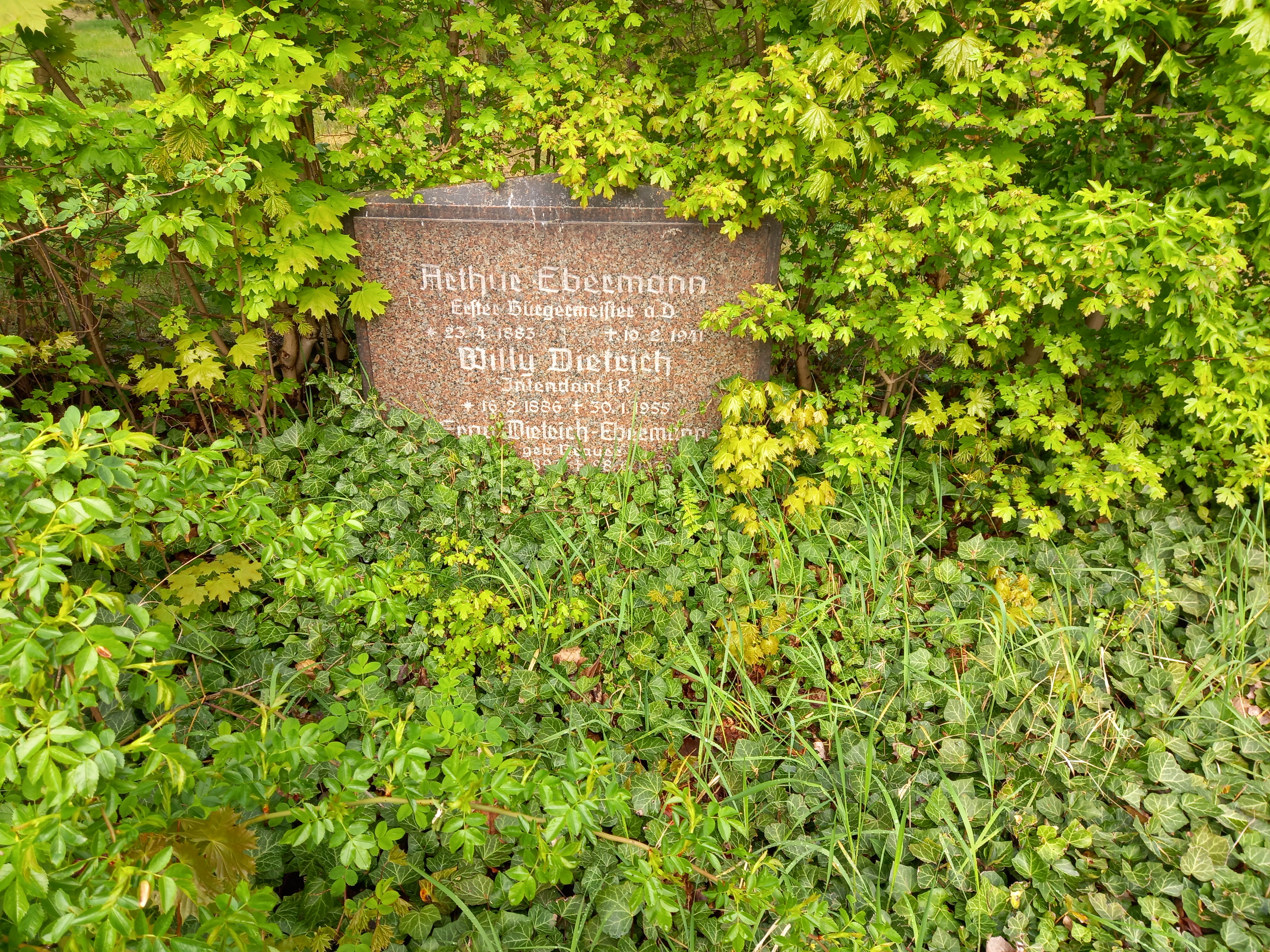
Das Grab von Willy Dietrich auf dem Nordfriedhof in Halle

Im Jahre 1921 übernahm Dietrich von Francesco Sioli die Leitung des Stadttheaters in Halberstadt. Nach einem nur kurzen Intermezzo übernahm er 1922 die Leitung des Stadttheaters Halle, die er bis Kriegsende 1945 innehatte.